# Tour de Guangxi Feminino de 2018
A 2.ª edição do Tour de Guangxi Feminino celebrou-se na região de Guangxi, China a 21 de outubro de 2018 com início e final na cidade de Guilin.
A corrida fez parte do UCI WorldTour Feminino de 2018 como concorrência de categoria 1.wwT do calendário ciclístico de máximo nível mundial sendo a vigésimo quarta e última corrida de dito circuito para a temporada de 2018. A cubana Arlenis Sierra do Astana foi a vencedora e acompanharam-na no pódio, como segunda e terça classificada respectivamente, a britânica Hannah Barnes do Canyon SRAM Racing e a sueca Sara Mustonen do Experza-Footlogix.

## Equipas participantes
| Equipes femininas profissionais (17)- Alé Cipollini - Aromitalia Vaiano - Astana Women's - Bepink - Canyon-SRAM Racing - China Liv Pro Cycling - Cogeas - Doltcini-Van Eyck Sport - Experza-Footlogix - FDJ-Nouvelle Aquitaine-Futuroscope - Minsk Cycling Club - Mitchelton-Scott - Servetto-Stradalli Cycle - Tibco-Silicon Valley Bank - Valcar PBM - Wiggle High5 - WNT-Rotor Pro Cycling |
| |

## Classificações finais
As classificações finalizaram da seguinte forma:

### Classificação geral
| \| Classificação geral \| Classificação geral \| Classificação geral \| Classificação geral \| Classificação geral \| \| Ciclista \| Ciclista \| Equipe \| Tempo \| \| \| ------------------- \| -------------------- \| ------------------------------- \| ------------------- \| ------------------- \| \| 1. \| Arlenis Sierra \| Astana Women's Team \| 3h40m12s \| \| \| 2. \| Hannah Barnes \| Canyon-SRAM Racing \| + 0s \| \| \| 3. \| Sara Mustonen \| Experza-Footlogix \| + 0s \| \| \| 4. \| Georgia Williams \| Mitchelton-Scott \| + 0s \| \| \| 5. \| Karalina Savenka \| Minsk Cycling Club \| + 0s \| \| \| 6. \| Audrey Cordon-Ragot \| Wiggle High5 \| + 0s \| \| \| 7. \| Elisa Longo Borghini \| Wiggle High5 \| + 0s \| \| \| 8. \| Ilaria Sanguineti \| Valcar PBM \| + 0s \| \| \| 9. \| Elena Pirrone \| Astana Women's Team \| + 0s \| \| \| 10. \| Alison Jackson \| Tibco-Silicon Valley Bank \| + 0s \| \| \| 11. \| Alena Amialiusik \| Canyon-SRAM Racing \| + 0s \| \| \| 12. \| Olga Zabelinskaya \| Cogeas-Mettler Pro Cycling Team \| + 0s \| \| \| 13. \| Bryony van Velzen \| Doltcini-Van Eyck Sport \| + 3s \| \| \| 14. \| Dexiang Liu \| China Liv Pro Cycling \| + 3s \| \| \| 15. \| Tatiana Guderzo \| Bepink \| + 3s \| \| |                      |                                 |          |
| |                      |                                 |          |
| Fonte: ProCyclingStats |                      |                                 |          |
| Classificação geral |                      |                                 |          |
| Ciclista | Ciclista             | Equipe                          | Tempo    |
| 1. | Arlenis Sierra       | Astana Women's Team             | 3h40m12s |
| 2. | Hannah Barnes        | Canyon-SRAM Racing              | + 0s     |
| 3. | Sara Mustonen        | Experza-Footlogix               | + 0s     |
| 4. | Georgia Williams     | Mitchelton-Scott                | + 0s     |
| 5. | Karalina Savenka     | Minsk Cycling Club              | + 0s     |
| 6. | Audrey Cordon-Ragot  | Wiggle High5                    | + 0s     |
| 7. | Elisa Longo Borghini | Wiggle High5                    | + 0s     |
| 8. | Ilaria Sanguineti    | Valcar PBM                      | + 0s     |
| 9. | Elena Pirrone        | Astana Women's Team             | + 0s     |
| 10. | Alison Jackson       | Tibco-Silicon Valley Bank       | + 0s     |
| 11. | Alena Amialiusik     | Canyon-SRAM Racing              | + 0s     |
| 12. | Olga Zabelinskaya    | Cogeas-Mettler Pro Cycling Team | + 0s     |
| 13. | Bryony van Velzen    | Doltcini-Van Eyck Sport         | + 3s     |
| 14. | Dexiang Liu          | China Liv Pro Cycling           | + 3s     |
| 15. | Tatiana Guderzo      | Bepink                          | + 3s     |

## Ciclistas participantes e posições finais
| Astana Women's Team ASA | Astana Women's Team ASA        | Astana Women's Team ASA |
| ----------------------- | ------------------------------ | ----------------------- |
| Num                     | Ciclista                       | Pos                     |
| 1                       | Jeidy Pradera (CUB)            | 57.                     |
| 2                       | Sofia Bertizzolo (ITA)         | DNF                     |
| 3                       | Elena Pirrone (ITA)            | 9.                      |
| 4                       | Arlenis Sierra (CUB) (estrada) | 1.                      |

| Bepink BPK | Bepink BPK              | Bepink BPK |
| ---------- | ----------------------- | ---------- |
| Num        | Ciclista                | Pos        |
| 11         | Tereza Medveďová (SVK)  | 49.        |
| 13         | Tatiana Guderzo (ITA)   | 15.        |
| 14         | Katia Ragusa (ITA)      | 50.        |
| 15         | Francesca Pattaro (ITA) | 33.        |

| Canyon-SRAM Racing CSR | Canyon-SRAM Racing CSR | Canyon-SRAM Racing CSR |
| ---------------------- | ---------------------- | ---------------------- |
| Num                    | Ciclista               | Pos                    |
| 21                     | Alena Amialiusik (BLR) | 11.                    |
| 22                     | Hannah Barnes (GBR)    | 2.                     |
| 24                     | Tanja Erath (GER)      | 41.                    |
| 25                     | Christa Riffel (GER)   | 47.                    |

| China Liv Pro Cycling GPC | China Liv Pro Cycling GPC | China Liv Pro Cycling GPC |
| ------------------------- | ------------------------- | ------------------------- |
| Num                       | Ciclista                  | Pos                       |
| 31                        | Zhao Xisha (CHN)          | 58.                       |
| 32                        | Dexiang Liu (CHN)         | 14.                       |
| 33                        | Pu Yixian (CHN)           | 40.                       |
| 34                        | Bai Yue (CHN)             | 48.                       |
| 35                        | Dong Yanxia (CHN)         | 61.                       |
| 36                        | Wu Peixiao (CHN)          | 31.                       |

| Cogeas-Mettler Pro Cycling Team CGS | Cogeas-Mettler Pro Cycling Team CGS | Cogeas-Mettler Pro Cycling Team CGS |
| ----------------------------------- | ----------------------------------- | ----------------------------------- |
| Num                                 | Ciclista                            | Pos                                 |
| 41                                  | Olga Zabelinskaya (UZB)             | 12.                                 |
| 43                                  | Karina Kasenova (RUS)               | 20.                                 |
| 44                                  | Edwige Pitel (FRA)                  | 30.                                 |
| 45                                  | Olga Deyko (RUS)                    | 42.                                 |

| Doltcini-Van Eyck Sport DVE | Doltcini-Van Eyck Sport DVE | Doltcini-Van Eyck Sport DVE |
| --------------------------- | --------------------------- | --------------------------- |
| Num                         | Ciclista                    | Pos                         |
| 51                          | Mieke Docx (BEL)            | 35.                         |
| 53                          | Saartje Vandenbroucke (BEL) | 63.                         |
| 54                          | Lotte van Hoek (NED)        | DNF                         |
| 55                          | Bryony van Velzen (NED)     | 13.                         |
| 56                          | Tetyana Riabchenko (UKR)    | 19.                         |

| Experza-Footlogix EXP | Experza-Footlogix EXP | Experza-Footlogix EXP |
| --------------------- | --------------------- | --------------------- |
| Num                   | Ciclista              | Pos                   |
| 61                    | Sarah Rijkes (AUT)    | 26.                   |
| 62                    | Sara Mustonen (SWE)   | 3.                    |
| 64                    | Séverine Eraud (FRA)  | 60.                   |
| 65                    | Jessy Druyts (BEL)    | 59.                   |

| Minsk Cycling Club MCC | Minsk Cycling Club MCC      | Minsk Cycling Club MCC |
| ---------------------- | --------------------------- | ---------------------- |
| Num                    | Ciclista                    | Pos                    |
| 71                     | Anastasiya Dzedzikava (BLR) | 25.                    |
| 72                     | Karalina Savenka (BLR)      | 5.                     |
| 74                     | Nastassia Kiptsikava (BLR)  | 22.                    |
| 76                     | Taisa Naskovich (BLR)       | 18.                    |

| Mitchelton-Scott MTS | Mitchelton-Scott MTS             | Mitchelton-Scott MTS |
| -------------------- | -------------------------------- | -------------------- |
| Num                  | Ciclista                         | Pos                  |
| 82                   | Amanda Spratt (AUS)              | 16.                  |
| 83                   | Georgia Williams (NZL) (estrada) | 4.                   |
| 84                   | Lucy Kennedy (AUS)               | 32.                  |
| 85                   | Gracie Elvin (AUS)               | 55.                  |

| Servetto-Stradalli Cycle-Alurecycling SER | Servetto-Stradalli Cycle-Alurecycling SER | Servetto-Stradalli Cycle-Alurecycling SER |
| ----------------------------------------- | ----------------------------------------- | ----------------------------------------- |
| Num                                       | Ciclista                                  | Pos                                       |
| 91                                        | Anna Potokina (RUS)                       | 28.                                       |
| 92                                        | Kseniya Dobrynina (RUS)                   | DNF                                       |
| 93                                        | Mossana Debesai (ERI)                     | 43.                                       |
| 94                                        | Elena Novikova (UKR)                      | 62.                                       |
| 95                                        | Sara Pillon (ITA)                         | DNF                                       |
| 96                                        | Aurora Gaio (ITA)                         | DNF                                       |

| Team Illuminate ILU | Team Illuminate ILU     | Team Illuminate ILU |
| ------------------- | ----------------------- | ------------------- |
| Num                 | Ciclista                | Pos                 |
| 101                 | Kulacha Chairin (THA)   | 46.                 |
| 102                 | Yasue Nakahara (JPN)    | 44.                 |
| 105                 | Shoko Kashiki (JPN)     | 21.                 |
| 106                 | Alexandra Millard (USA) | 45.                 |

| Tibco-Silicon Valley Bank TIB | Tibco-Silicon Valley Bank TIB | Tibco-Silicon Valley Bank TIB |
| ----------------------------- | ----------------------------- | ----------------------------- |
| Num                           | Ciclista                      | Pos                           |
| 111                           | Brodie Chapman (AUS)          | 24.                           |
| 112                           | Kathryn Buss (USA)            | 34.                           |
| 113                           | Lex Albrecht (CAN)            | 29.                           |
| 114                           | Alison Jackson (CAN)          | 10.                           |
| 115                           | Kendall Ryan (USA)            | 36.                           |
| 116                           | Alice Cobb (GBR)              | 17.                           |

| Valcar PBM VAL | Valcar PBM VAL          | Valcar PBM VAL |
| -------------- | ----------------------- | -------------- |
| Num            | Ciclista                | Pos            |
| 121            | Chiara Consonni (ITA)   | 54.            |
| 122            | Asja Paladin (ITA)      | 38.            |
| 123            | Ilaria Sanguineti (ITA) | 8.             |
| 124            | Alessia Vigilia (ITA)   | 27.            |
| 125            | Dalia Muccioli (ITA)    | 23.            |
| 126            | Silvia Pollicini (ITA)  | 53.            |

| Wiggle High5 WHT | Wiggle High5 WHT           | Wiggle High5 WHT |
| ---------------- | -------------------------- | ---------------- |
| Num              | Ciclista                   | Pos              |
| 131              | Grace Garner (GBR)         | DNF              |
| 132              | Annette Edmondson (AUS)    | 56.              |
| 133              | Audrey Cordon-Ragot (FRA)  | 6.               |
| 134              | Amy Cure (AUS)             | DNF              |
| 135              | Elisa Longo Borghini (ITA) | 7.               |
| 136              | Lucy van der Haar (GBR)    | 52.              |

| WNT-Rotor Pro Cycling WNT | WNT-Rotor Pro Cycling WNT | WNT-Rotor Pro Cycling WNT |
| ------------------------- | ------------------------- | ------------------------- |
| Num                       | Ciclista                  | Pos                       |
| 141                       | Aafke Soet (NED)          | DNF                       |
| 142                       | Anna Badegruber (AUT)     | 51.                       |
| 145                       | Lin Lea Teutenberg (GER)  | 39.                       |
| 146                       | Winanda Spoor (NED)       | 37.                       |

| Astana Women's Team ASA | Astana Women's Team ASA        | Astana Women's Team ASA |
| ----------------------- | ------------------------------ | ----------------------- |
| Num                     | Ciclista                       | Pos                     |
| 1                       | Jeidy Pradera (CUB)            | 57.                     |
| 2                       | Sofia Bertizzolo (ITA)         | DNF                     |
| 3                       | Elena Pirrone (ITA)            | 9.                      |
| 4                       | Arlenis Sierra (CUB) (estrada) | 1.                      |

| Bepink BPK | Bepink BPK              | Bepink BPK |
| ---------- | ----------------------- | ---------- |
| Num        | Ciclista                | Pos        |
| 11         | Tereza Medveďová (SVK)  | 49.        |
| 13         | Tatiana Guderzo (ITA)   | 15.        |
| 14         | Katia Ragusa (ITA)      | 50.        |
| 15         | Francesca Pattaro (ITA) | 33.        |

| Canyon-SRAM Racing CSR | Canyon-SRAM Racing CSR | Canyon-SRAM Racing CSR |
| ---------------------- | ---------------------- | ---------------------- |
| Num                    | Ciclista               | Pos                    |
| 21                     | Alena Amialiusik (BLR) | 11.                    |
| 22                     | Hannah Barnes (GBR)    | 2.                     |
| 24                     | Tanja Erath (GER)      | 41.                    |
| 25                     | Christa Riffel (GER)   | 47.                    |

| China Liv Pro Cycling GPC | China Liv Pro Cycling GPC | China Liv Pro Cycling GPC |
| ------------------------- | ------------------------- | ------------------------- |
| Num                       | Ciclista                  | Pos                       |
| 31                        | Zhao Xisha (CHN)          | 58.                       |
| 32                        | Dexiang Liu (CHN)         | 14.                       |
| 33                        | Pu Yixian (CHN)           | 40.                       |
| 34                        | Bai Yue (CHN)             | 48.                       |
| 35                        | Dong Yanxia (CHN)         | 61.                       |
| 36                        | Wu Peixiao (CHN)          | 31.                       |

| Cogeas-Mettler Pro Cycling Team CGS | Cogeas-Mettler Pro Cycling Team CGS | Cogeas-Mettler Pro Cycling Team CGS |
| ----------------------------------- | ----------------------------------- | ----------------------------------- |
| Num                                 | Ciclista                            | Pos                                 |
| 41                                  | Olga Zabelinskaya (UZB)             | 12.                                 |
| 43                                  | Karina Kasenova (RUS)               | 20.                                 |
| 44                                  | Edwige Pitel (FRA)                  | 30.                                 |
| 45                                  | Olga Deyko (RUS)                    | 42.                                 |

| Doltcini-Van Eyck Sport DVE | Doltcini-Van Eyck Sport DVE | Doltcini-Van Eyck Sport DVE |
| --------------------------- | --------------------------- | --------------------------- |
| Num                         | Ciclista                    | Pos                         |
| 51                          | Mieke Docx (BEL)            | 35.                         |
| 53                          | Saartje Vandenbroucke (BEL) | 63.                         |
| 54                          | Lotte van Hoek (NED)        | DNF                         |
| 55                          | Bryony van Velzen (NED)     | 13.                         |
| 56                          | Tetyana Riabchenko (UKR)    | 19.                         |

| Experza-Footlogix EXP | Experza-Footlogix EXP | Experza-Footlogix EXP |
| --------------------- | --------------------- | --------------------- |
| Num                   | Ciclista              | Pos                   |
| 61                    | Sarah Rijkes (AUT)    | 26.                   |
| 62                    | Sara Mustonen (SWE)   | 3.                    |
| 64                    | Séverine Eraud (FRA)  | 60.                   |
| 65                    | Jessy Druyts (BEL)    | 59.                   |

| Minsk Cycling Club MCC | Minsk Cycling Club MCC      | Minsk Cycling Club MCC |
| ---------------------- | --------------------------- | ---------------------- |
| Num                    | Ciclista                    | Pos                    |
| 71                     | Anastasiya Dzedzikava (BLR) | 25.                    |
| 72                     | Karalina Savenka (BLR)      | 5.                     |
| 74                     | Nastassia Kiptsikava (BLR)  | 22.                    |
| 76                     | Taisa Naskovich (BLR)       | 18.                    |

| Mitchelton-Scott MTS | Mitchelton-Scott MTS             | Mitchelton-Scott MTS |
| -------------------- | -------------------------------- | -------------------- |
| Num                  | Ciclista                         | Pos                  |
| 82                   | Amanda Spratt (AUS)              | 16.                  |
| 83                   | Georgia Williams (NZL) (estrada) | 4.                   |
| 84                   | Lucy Kennedy (AUS)               | 32.                  |
| 85                   | Gracie Elvin (AUS)               | 55.                  |

| Servetto-Stradalli Cycle-Alurecycling SER | Servetto-Stradalli Cycle-Alurecycling SER | Servetto-Stradalli Cycle-Alurecycling SER |
| ----------------------------------------- | ----------------------------------------- | ----------------------------------------- |
| Num                                       | Ciclista                                  | Pos                                       |
| 91                                        | Anna Potokina (RUS)                       | 28.                                       |
| 92                                        | Kseniya Dobrynina (RUS)                   | DNF                                       |
| 93                                        | Mossana Debesai (ERI)                     | 43.                                       |
| 94                                        | Elena Novikova (UKR)                      | 62.                                       |
| 95                                        | Sara Pillon (ITA)                         | DNF                                       |
| 96                                        | Aurora Gaio (ITA)                         | DNF                                       |

| Team Illuminate ILU | Team Illuminate ILU     | Team Illuminate ILU |
| ------------------- | ----------------------- | ------------------- |
| Num                 | Ciclista                | Pos                 |
| 101                 | Kulacha Chairin (THA)   | 46.                 |
| 102                 | Yasue Nakahara (JPN)    | 44.                 |
| 105                 | Shoko Kashiki (JPN)     | 21.                 |
| 106                 | Alexandra Millard (USA) | 45.                 |

| Tibco-Silicon Valley Bank TIB | Tibco-Silicon Valley Bank TIB | Tibco-Silicon Valley Bank TIB |
| ----------------------------- | ----------------------------- | ----------------------------- |
| Num                           | Ciclista                      | Pos                           |
| 111                           | Brodie Chapman (AUS)          | 24.                           |
| 112                           | Kathryn Buss (USA)            | 34.                           |
| 113                           | Lex Albrecht (CAN)            | 29.                           |
| 114                           | Alison Jackson (CAN)          | 10.                           |
| 115                           | Kendall Ryan (USA)            | 36.                           |
| 116                           | Alice Cobb (GBR)              | 17.                           |

| Valcar PBM VAL | Valcar PBM VAL          | Valcar PBM VAL |
| -------------- | ----------------------- | -------------- |
| Num            | Ciclista                | Pos            |
| 121            | Chiara Consonni (ITA)   | 54.            |
| 122            | Asja Paladin (ITA)      | 38.            |
| 123            | Ilaria Sanguineti (ITA) | 8.             |
| 124            | Alessia Vigilia (ITA)   | 27.            |
| 125            | Dalia Muccioli (ITA)    | 23.            |
| 126            | Silvia Pollicini (ITA)  | 53.            |

| Wiggle High5 WHT | Wiggle High5 WHT           | Wiggle High5 WHT |
| ---------------- | -------------------------- | ---------------- |
| Num              | Ciclista                   | Pos              |
| 131              | Grace Garner (GBR)         | DNF              |
| 132              | Annette Edmondson (AUS)    | 56.              |
| 133              | Audrey Cordon-Ragot (FRA)  | 6.               |
| 134              | Amy Cure (AUS)             | DNF              |
| 135              | Elisa Longo Borghini (ITA) | 7.               |
| 136              | Lucy van der Haar (GBR)    | 52.              |

| WNT-Rotor Pro Cycling WNT | WNT-Rotor Pro Cycling WNT | WNT-Rotor Pro Cycling WNT |
| ------------------------- | ------------------------- | ------------------------- |
| Num                       | Ciclista                  | Pos                       |
| 141                       | Aafke Soet (NED)          | DNF                       |
| 142                       | Anna Badegruber (AUT)     | 51.                       |
| 145                       | Lin Lea Teutenberg (GER)  | 39.                       |
| 146                       | Winanda Spoor (NED)       | 37.                       |

Convenções:
- AB-N: Abandono na etapa "N"
- FLT-N: Retiro por chegada fora do limite de tempo na etapa "N"
- NTS-N: Não tomou a saída para a etapa "N"
- DES-N: Desclassificado ou expulsado na etapa "N"

## UCI WorldTour Feminino
O Tour de Guangxi Feminino outorga pontos para o UCI WorldTour Feminino de 2018, incluindo a todas as corredoras das equipas nas categorias UCI Team Feminino. As seguintes tabelas mostram o barómetro de pontuação e as 10 corredoras que obtiveram mais pontos:
| Posição   | 1.ª | 2.ª | 3.ª | 4.ª | 5.ª | 6.ª | 7.ª | 8.ª | 9.ª | 10.ª | 11.ª | 12.ª | 13.ª | 14.ª | 15.ª | 16.ª-30.ª | 31.ª-40.ª |
| Pontuação | 200 | 150 | 125 | 100 | 85  | 70  | 60  | 50  | 40  | 35   | 30   | 25   | 20   | 15   | 10   | 5         | 3         |

| Classificação |                      |                                |        |
| Posição       | Ciclista             | Equipo                         | Pontos |
| ------------- | -------------------- | ------------------------------ | ------ |
| 1.ª           | Arlenis Sierra       | Astana Women's Team            | 200    |
| 2.ª           | Hannah Barnes        | Canyon SRAM Racing             | 150    |
| 3.ª           | Sara Mustonen        | Experza-Footlogix              | 125    |
| 4.ª           | Georgia Williams     | Mitchelton Scott               | 100    |
| 5.ª           | Karalina Savenka     | Minsk Cycling Clube            | 85     |
| 6.ª           | Audrey Cordon        | Wiggle High5                   | 70     |
| 7.ª           | Elisa Longo Borghini | Wiggle High5                   | 60     |
| 8.ª           | Ilaria Sanguineti    | Valcar PBM                     | 50     |
| 9.ª           | Elena Pirrone        | Astana Women's Team            | 40     |
| 10.ª          | Alison Jackson       | Team Tibco-Silicon Valley Bank | 35     |